# Art als Jocs Olímpics d'Estiu de 1924
Als Jocs Olímpics de 1924 celebrats a la ciutat de París (França) es disputaren cinc competicions d'art. Es van concedir medalles en cinc categories (arquitectura, literatura, música, pintura i escultura) per a obres inspirades en l'esport olímpic, si bé en l'apartat musical restà desert.
Les competicions d'art formaren part del programa olímpic entre 1912 i 1948, moment en el qual es van suspendre per problemes sobre la seva professionalitat. A partir de 1952, a l'entorn dels Jocs Olímpics, s'associà un entorn no competitiu de festival cultural i artístic.

## Resum de medalles
| Prova        | Or                                                | Argent                                           | Bronze                                        |
| Arquitectura | No es concedí                                     | Alfréd Hajós · Dezső Lauber · Plan for a stadium | Julien Médecin · Stadium for Monte Carlo      |
| Literatura   | Géo-Charles · "Jeux Olympiques"                   | Josef Petersen · "Euryale"                       | Charles Gonnet · "Vers le Dieu d'Olympie"     |
| Literatura   | Géo-Charles · "Jeux Olympiques"                   | Margaret Stuart · "Sword Songs"                  | Oliver Gogarty · "Ode to the Tailteann Games" |
| Música       | No es concedí                                     | No es concedí                                    | No es concedí                                 |
| Pintura      | Jean Jacoby · "Corner", "Départ", and "Rugby"     | Jack Butler Yeats · "Swimming"                   | Johan van Hell · "Patineurs"                  |
| Escultura    | Konstantinos Dimitriadis · "Discobole Finlandais" | Frantz Heldenstein · "Vers l'olympiade"          | Jean René Gauguin · Boxer                     |
| Escultura    | Konstantinos Dimitriadis · "Discobole Finlandais" | Frantz Heldenstein · "Vers l'olympiade"          | Claude-Léon Mascaux · Sports medals           |

## Medaller
En el seu moment es concediren medalles als artistes que participaren en la competició i resultaren vencedors, sent però no reconegudes pel Comitè Olímpic Internacional.
| Posició | País          | Or | Argent | Bronze | Total |
| 1       | Luxemburg     | 1  | 1      | 0      | 2     |
| 2       | França        | 1  | 0      | 2      | 3     |
| 3       | Grècia        | 1  | 0      | 0      | 1     |
| 4       | Dinamarca     | 0  | 1      | 1      | 2     |
| 4       | Irlanda       | 0  | 1      | 1      | 2     |
| 6       | Regne Unit    | 0  | 1      | 0      | 1     |
| 6       | Hongria       | 0  | 1      | 0      | 1     |
| 8       | Mònaco        | 0  | 0      | 1      | 1     |
| 8       | Països Baixos | 0  | 0      | 1      | 1     |